# رویدادهای پس از اعلام نتیجه انتخابات ریاست‌جمهوری ایران (۲۵ خرداد)

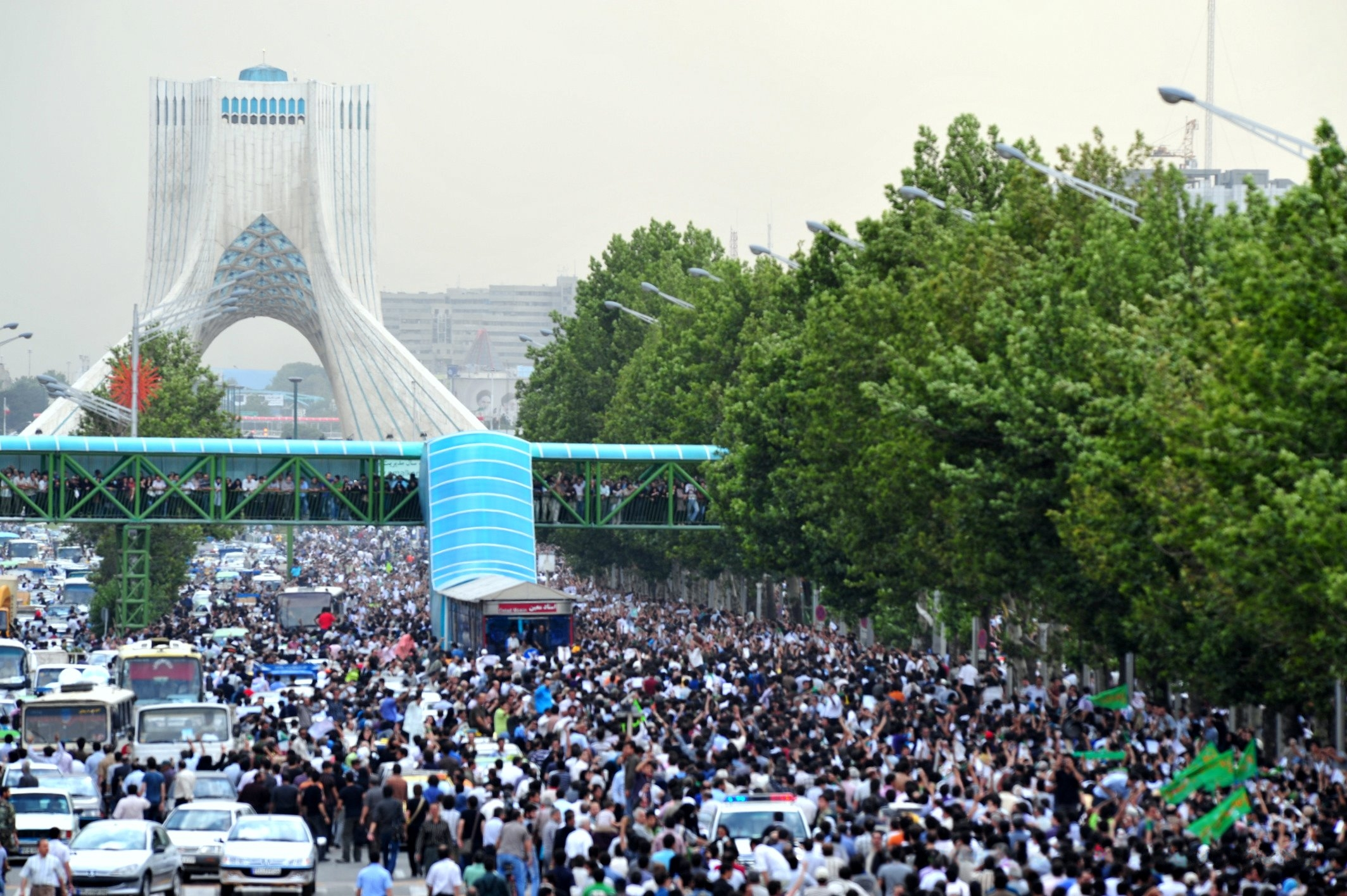
راهپیمایی ۲۵ خرداد، بزرگترین راهپیمایی ضد دولتی پس از انقلاب ۱۳۵۷ بود.

میرحسین موسوی، اعلام کرده که در اعتراض به نتایج اعلام شده انتخابات ایران، «روز دوشنبه ۲۵ خرداد ۱۳۸۸ ساعت ۴ بعدازظهر از میدان انقلاب تهران تا میدان آزادی» راه‌پیمایی خواهد کرد و از هواداران خود خواست که به او ملحق شوند.

## هفت کشته در اثر حمله به کوی دانشگاه تهران و شیراز، دفن مخفیانه اجساد
در جریان تلاش نیروهای انصار حزب‌الله و گارد ویژه برای ورود به کوی دانشگاه تهران، بیش از پانزده نفر از دانشجویان تنها به علت اصابت گلوله به شدت مجروح شدند. پس از آن با حمله نیروهای لباس شخصی و انصار حزب‌الله به تجمع دانشجویان ساکن کوی دانشگاه تهران، دانشجویان ساکن کوی در اثر اصابت گلوله، زنجیر، چاقو، باتوم و چماق به شدت مجروح شدند. نیروهای امنیتی که دور تا دور کوی را از ساعت نزدیک به ۲۳ یکشنبه شب تحت اختیار داشتند، چند بار برای ورود به کوی تلاش کردند که این تلاش با مقاومت دانشجویان ناکام مانده بود. اما پس از آغاز حملهٔ نیروهای امنیتی به کوی دانشگاه که با پرتاب نارنجک صوتی، گاز اشک‌آور و تیراندازی زمینی به تمام درهای کوی دانشگاه همراه بود، توانستند وارد کوی دانشگاه شوند. در این حمله ۵ تن از دانشجویان به قتل رسیدند. خانم‌ها مبینا احترامی و فاطمه براتی و آقایان کسری شرفی، کامبیز شعاعی و محسن ایمانی کشته‌شدگان این حادثه بودند. جنازه‌ها نیز بدون اطلاع خانواده‌ها به صورت مخفیانه دفن شد. دفتر تحکیم وحدت طی اطلاعیه‌ای کشته‌شدن این ۵ تن را تأیید کرده‌است. در بخشی از این اطلاعیه آمده‌است:
در وحشیانه‌ترین حمله در شامگاه یکشنبه ۲۴ خرداد، نیروهای انصار و لباس شخصی با سازمان دهی گسترده و هماهنگ به دانشجویان ساکن در کوی دانشگاه تهران حمله کردند. این افراد مجهز به انواع سلاح‌های سرد و گرم از جمله قمه و تبر بودند. در این حمله ناجوانمردانه به دانشجویان، حداقل ۵ نفر از دانشجویان دانشگاه تهران کشته‌شدند. محیط زندگی دانشجویان را به آتش کشیدند و به راستی ۱۸ تیر دیگری با ابعاد گسترده‌تر و ناپاکی و سفاکی بیشتر بر جای گذاشتند. باز هم اتاق‌های خوابگاه دانشگاه تهران منهدم شده و باز هم خون پاک دانشجویان بر در و دیوار آن برجای مانده‌است.
در پی حملهٔ نیروهای انصار حزب‌الله به کوی دانشگاه تهران و کشته‌شدن ۵ دانشجو، ۱۲۰ نفر از اساتید دانشگاه تهران در اعتراض به هتک حرمت دانشگاه، از سمت خود استعفا دادند.
نیروهای مسلح لباس شخصی، انصار و بسیج به دانشجویان دانشگاه شیراز نیز حمله کردند که طی این حمله حداقل ذو دانشجوی این دانشگاه کشته شده‌اند.
حملات مشابهی نیز به کوی دانشگاه صنعتی اصفهان، دانشگاه صنعتی ارومیه، انشگاه فردوسی مشهد، دانشگاه رازی کرمانشاه، علامه طباطبایی، بابل و شاهرود نیز انجام شد.
در دانشگاه رازی کرمانشاه در ساعت ۱ بامداد روز ۲۵ خرداد در پی اعتراضات دانشجویان دانشگاه رازی نسبت به نحوه برگذاری انتخابات، موجی از دانشجویان فریاد «مرگ بر دیکتاتور» و «الله اکبر» سر می‌دادند که با مداخله یگان‌های ویژه به اعتراضات خاتمه داده شد. در پی این اعتراضات نمای ساختمان اصلی دانشگاه و دانشکده علوم آسیب دید.
در این اعتراضات یگان‌های ویژه با اجتماع در بیرون دانشگاه اجازه خروج دانشجویان از دانشگاه را ندادند.
برخی منایع دانشجویی گزارش داده‌اند که اجساد کشته شدگان را به‌طور مخفیانه و بدون اطلاع خانواده‌هایشان دفن کرده‌اند.

## تجمع اعتراض‌آمیز دانشجویان علیه فرانسه و انگلیس
تعدادی از دانشجویان با تجمع مقابل سفارت کشورهای انگلیس و فرانسه ضمن ادعای دخالت فرانسه و انگلیس در ایران به تقبیح آنچه که مداخله می‌نامیدند پرداختند.
دولت‌های فرانسه و انگلیس در کنار بسیاری از کشورهای اروپایی خواستار تأمین امنیت هواداران موسوی و کروبی شدند. هم‌زمان شخصیت‌های داخلی نیز خواستار عدم سرکوب معترضان بودند. با این حال یورش نیروهای لباس شخصی مورد حمایت پلیس به کوی دانشگاه و شلیک به تظاهر کنندگان به گفته برخی منابع به کشته و زخمی شدن صدها نفر در سطح کشور انجامید.

## تظاهرات ایرانیان خارج از کشور
در روز ۲۵ خرداد ایرانیان زیادی در خارج از ایران در جای‌های مختلف اقدام به برگزاری اجتماعات اعتراضی کردند.
در شهر کوالالامپور، پایتخت مالزی پلیس برای مقابله با معترضانی که مقابل ساختمان سازمان ملل متحد در این شهر گردهم آمده بودند از گاز اشک‌آور استفاده کرد.
همچنین در میدان تروکادورو، پاریس که به «میدان حقوق بشر» معروف است، بیش از هزار ایرانی که بیشتر آنان از جوان بودند، در تظاهرات با پلاکاردهایی در دست با مضمون «رأی من کجاست؟» به اعتراض به تقلب در انتخابات ریاست جمهوری ایران پرداختند.

## بازداشت دانشجویان
حداقل ۶۰ دانشجوی دانشگاه تهران ساکن کوی دانشگاه توسط نیروهای امنیتی پس از ضرب و شتم بازداشت شدند. در دانشگاه بابل نیز حداقل ۵ دانشجو بازداشت شدند. همچنین در دانشگاه‌های شیراز بیش از ۱۰ دانشجو توسط نیروهای ناشناس ربوده شدند. در دانشگاه سیستان و بلوچستان نیز تعدادی از دانشجویان بازداشت شدند که تاکنون اطلاعی از وضعیت آنان در درسترس نمی‌باشد.

## نا آرامی در دانشگاه‌های ایران و شهرستان‌ها
از طرف دیگر بگزارش پایگاه خبری تحلیلی دانشجویان دانشگاه صنعتی امیرکبیر اساتید دانشگاه شریف در اعتراض به حمله‌های وحشیانه نیروهای انتظامی، بسیج و انصار به دانشگاه‌ها، دست به تحصن زدند. در دانشگاه مشهد هزاران نفر علیه احمدی‌نژاد تظاهرات کردند. این ناآرامی در نقاط دیگر مشهد هم گزارش شده‌است. در شیراز و اصهان نیروهای امنیتی به دانشگاه‌ها یورش بردند و با دانشجویان به درگیری پرداختند. گزارش‌هایی از درگیری و اعتراضات در دانشگاه‌های همدان و بابل نیز گزارش شده‌است. دانشگاه تهران در بیانیه‌ای حمله به این دانشگاه را محکوم نمود.

## خبر لغو سفر احمدی‌نژاد به روسیه
روز دوشنبه اعلام شد که سفر محمود احمدی‌نژاد به روسیه برای شرکت در مراسم افتتاح نشست سازمان همکاری شانگهای لغو شد. قرار بود آقای احمدی‌نژاد، دوشنبه شب، با دمیتری مدودیف، رئیس جمهوری روسیه ملاقات کند و فردا در اجلاس سازمان همکاری شانگهای در شهر یکاترینبورگ، به عنوان ناظر حاضر می‌شود اما مقام‌های روسیه و ایرانی در مسکو گفته‌اند که این سفر لغو شده‌است، با این حال سرانجام احمدی‌نژاد به مسکو سفر کرد.

## ممنوعیت انتشار اخبار توسط رسانه‌های خارجی
وزارت ارشاد دولت احمدی‌نژاد در نامه‌ای به دفاتر تمام رسانه‌های خارجی در ایران اخطار اکید صادر کرده‌است که از این پس از هرگونه پوشش اعتراضات مردمی خودداری کنند. پیش از این تلاش وسیعی توسط دولت برای خارج کردن خبرنگارانی که برای پوشش انتخابات به ایران آمده بودند توسط دولت صورت گرفت.

## کشته‌شدن دو تن از تظاهرکنندگان در ارومیه
در یک تجمع اعتراضی که روز دوشنبه در خیابان امام ارومیه برگزار شد بیش از ۳۰۰۰ تن از مردم با سر دادن شعارهایی همچون «آذربایجان یاتماییب اوز اوغلونو آتماییب»، «یاشاسین آذربایجان»، «هارای هارای من تورکم» و «موسوی موسوی حمایت حمایت، دولت کودتا استعفا استعفا» ضمن طرح مطالبات ملی خود به نتایج انتخابات ریاست جمهوری ایران اعتراض کردند.
به گفته شاهدان عینی نیروهای انتظامی با حمله به مردم آن‌ها را مورد ضرب و جرح قرار داد و عده زیادی را نیز بازداشت کرد. به گفته همین منابع دوتن از تظاهر کنندگان پس از اصابت ضربه باتوم به سرشان جان باختند.

## تظاهرات ۲۵ خرداد تهران
بعد از ظهر روز ۲۵ خرداد بیش از سه میلیون نفر از مردم تهران در خیابان آزادی حد فاصل میدان آزادی تا دانشگاه تهران اقدام به تظاهرات کردند. در این تظاهرات که وزارت کشور به رغم درخواست میرحسین موسوی، مجوز آن را نداده بود میر حسین موسوی، محمدرضا خاتمی، مهدی کروبی و غلامحسین کرباسچی به گفته خودشان برای دعوت مردم به آرامش حضور داشتند. در این راهپیمایی مردم شعار می‌دادند: «موسوی، موسوی، رأی ما رو پس بگیر» ، «نترسید! نترسید! ما همه با هم هستیم!»، «ایرانی با غیرت! حمایت! حمایت!»، «مرگ بر این دولت مردم‌فریب»، «احمدی! به گوش باش! ما مردمیم نه «اوباش!»»، «میرحسین! میرحسین! یا حسین! یا حسین!» و «تقلب یه درصد، دو درصد، نه پنجاه و سه درصد».
میرحسین موسوی در راهپیمایی میلیونی مردم تهران در اعتراض به تقلب در انتخابات شرکت کرد و گفت که آماده‌است همه گونه هزینه‌ای را برای تحقق آرمان‌های ملت عزیز بپردازد. همچنین محمدرضا خاتمی در جمع معترضان به نقل از محمد خاتمی خواستار ابطال نتایج انتخابات و برگزاری انتخاباتی تازه شد.

## شلیک نیروهای مسلح به سوی مردم

یکی از نیروهای بسیج عضو گردان ۱۱۷ عاشورا، در حال تیزاندازی به سمت مردم

در طی راهپیمایی حامیان میرحسین موسوی، حدود ساعت ۸ شب نیروهای مسلح بسیج به سوی مردم آتش گشودند و اقدام به تیراندازی کردند، در این حادثه ۸ نفر کشته و ۲۸ نفر نیز مجروح شدند. پس از حمله نیروهای مسلح، مردم پایگاه بسیج در میدان آزادی را به آتش کشیدند. پس از این، رسانه‌های دولتی ایران رقم کشته‌ها را هفت تن اعلام کردند. در این گزارش‌ها آمده‌است که این کشتارها در پی حملهٔ «اراذل و اوباش» به یک مرکز نظامی به قصد تصرف و به آتش کشیدن آن انجام شد که در این حادثه هفت تن از «هموطنانمان» کشته شدند.
شبکه چهار تلویزیون انگلیس تصاویری از یک بسیجی که در پشت بام یک پایگاه بسیج در حال تیراندازی به سوی تظاهرات کنندگان بود را پخش کرد.